# Canaan (New Hampshire)
Canaan – miasto w Stanach Zjednoczonych, w stanie New Hampshire, w hrabstwie Grafton.